# Endotejiare
Endotejiare är en ort i kommunen El Oro i delstaten Mexiko i Mexiko. Samhället hade 604 invånare vid folkräkningen år 2020.